# Charles-Edmond-Henri de Coussemaker
Charles-Edmond-Henri de Coussemaker (Bailleul, 1805 – Lilla, 1876) è stato un giurista, musicologo ed etnologo francese.

## Biografia
Coussemaker è nato e cresciuto in una famiglia benestante di funzionari giuridici e ha studiato legge a Parigi. Nel 1843 fu nominato giudice di pace a Bergues, per poi essere trasferito nel 1845 al tribunale di Hazebrouck, prima di ricoprire infine la carica di giudice a Lilla nel 1858.
Dal 1848, prestò servizio come monarca costituzionale nel Consiglio Generale del dipartimento del Nord. Il suo impegno politico lo condusse, nel 1874, alla sua elezione a sindaco di Bourbourg, il borgo dove risiedeva ormai da tempo.
Oltre alla sua carriera giuridica, coltivò una profonda passione per la composizione, creando diverse opere di musica sacra e operistica. In seguito, rivolse la sua attenzione allo studio approfondito della storia della musica medievale.
Fu uno dei più importanti esponenti della musicologia moderna, distinguendosi per un approccio metodologico che si colloca in una posizione intermedia tra le teorie del musicologo, compositore docente belga François-Joseph Fétis e quelle del compositore belga François-Auguste Gevaert.
Si distinse sia per le trascrizioni di musiche medievali sia per le sue monografie, particolarmente per Scriptorum de musica medii aevi nova series a Gerbertina altera in quattro volumi, che riprende l'omonima antologia di Martin Gerbert, e per i trattati riguardanti l'armonia del Medioevo, considerati saggi e studi fondamentali.
Di una certa importanza anche la sua edizione delle opere di Adam de la Halle (Œuvres complètes du trouvère Adam de la Halle 1872) e del trattato sul teorico della musica e compositore fiammingo del Rinascimento, Johannes Tinctoris.
Di fronte all'erosione della lingua fiamminga a Dunkerque e al contesto istituzionale sfavorevole al suo utilizzo nelle scuole, avviò lo sviluppo di una società scientifica con l'obiettivo principale di raccogliere, preservare e diffondere il patrimonio culturale e immateriale fiammingo nelle Fiandre francesi. Istituì così nel 1853 il Comité flamand de France, di cui divenne presidente fino alla morte, avvenuta nel 1876.
Divenne noto per la sua raccolta di canti popolari fiamminghi delle Fiandre francesi, pubblicata nel 1856 con il titolo Chants populaires des Flamands de France.
I suoi archivi e manoscritti, tuttavia, subirono numerose perdite a causa dell'incendio del municipio di Bailleul durante la Prima guerra mondiale.

## Opere
- Hucbald moine de St. Armand et ses traités de musique (1839–1841);
- Histoire de l'harmonie au Moyen Age (1852);
- Chants populaires des Flamands de France (1856);
- Les harmonistes des XII et XIII siècles (1864);
- Œuvres complètes du trouvère Adam de la Halle (1872);
- Scriptores de musica medii aevi (4 volumi) (1864–1876);
- Un combat judiciaire à Cassel en 1396 (1866);
- Couvent des Pères capucins à Bourbourg (1866);
- Délimitation du flamand et du français dans le Nord de la France (1857);
- Drames liturgiques du Moyen Âge (1860);
- Fiefs et feudataires de la Flandre maritime (1875);
- Notice nécrologique sur M. Louis Cousin (1873).